# Condylostylus selitskayae
Condylostylus selitskayae är en tvåvingeart som beskrevs av Grichanov 1998. Condylostylus selitskayae ingår i släktet Condylostylus och familjen styltflugor. Inga underarter finns listade i Catalogue of Life.